# Plano galáctico
Em astronomia, plano galáctico é o plano situado no disco galáctico que bissecciona a galáxia em duas partes iguais. Próximo ao disco encontram-se a maior parte das estrelas de uma galáxia plana, como galáxias espirais. Esse plano passa pelo centro de massas da galáxia.
O plano galáctico é orientado com o lado norte e sul. No caso da nossa galáxia, a Via Láctea:
- O pólo norte está em direção à constelação de Cabeleira de Berenice, perto da estrela Arcturus (α bootis)
- O pólo sul galáctico está na direção da constelação de Sculptor.